# Psammoecus antennatus
Psammoecus antennatus là một loài bọ cánh cứng trong họ Silvanidae. Loài này được Waterhouse miêu tả khoa học năm 1876.